# آموزش در الجزایر

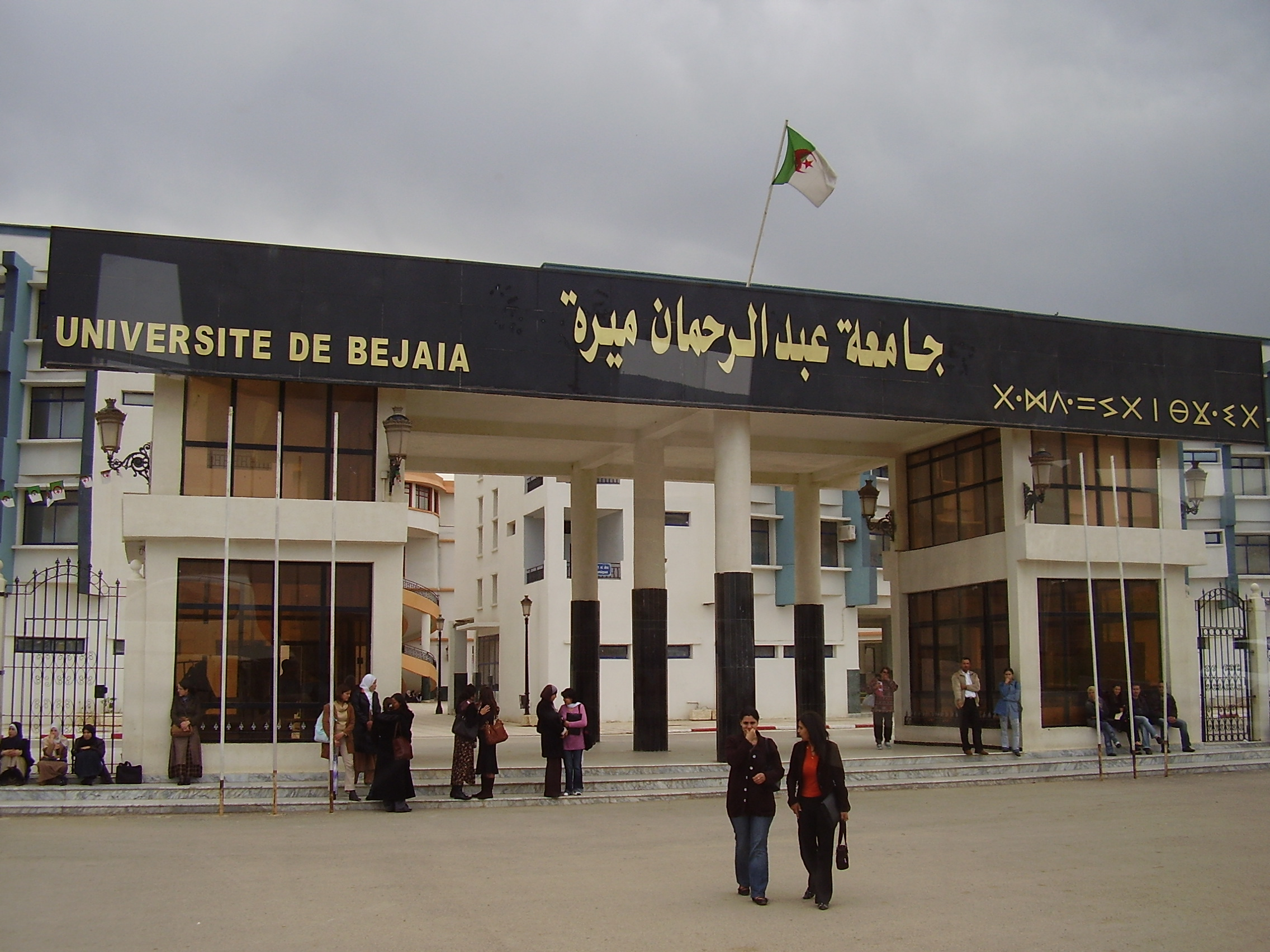
دانشگاه بجایه

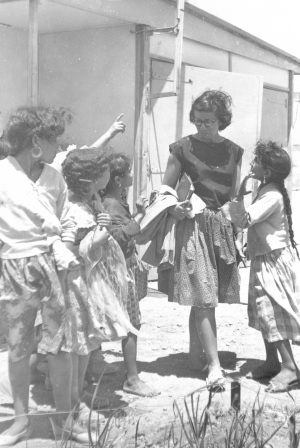
مدرسه کودکان در الجزایر - ۱۹۶۷

آموزش در الجزایر (عربی: التعليم في الجزائر) یکی از مهم‌ترین پهنه‌هایی است که دولت به آن در تمامی زمینه‌ها اهمیت و توجه بالایی دارد، این را از میزان بودجه‌ای که سالیانه برای آموزش در نظر می‌گیرد یا از میزان انرژی بشری هنگفتی که در این زمینه مورد استفاده قرار می‌گیرد می‌توان فهمید.
آموزش و پرورش در الجزایر شامل آموزش عالی که وزارت آموزش عالی و پژوهش علمی برآن نظارت دارد، آموزش دبیرستان، آموزش متوسطه و آموزش ابتدایی که بر این سه وزارت آموزش ملی نظارت دارد، علاوه بر این آموزش کاری و عملی (هنرستان و مدارس و دانشگاه‌های حرفه و فن) نیز در کنار این‌ها قرار دارد که بر این دستگاه نیز وزارت آموزش و حرفه و فن نظارت دارد.

## تاریخچه

### قبل از اشغال الجزایر توسط فرانسه
کشور فرانسه بعد از اشغال الجزایر اقدام به یک نبرد علیه فرهنگ عربی نمود، لذا اقدام به تسلط و کنترل بر مراکز فرهنگی پیشرفته‌ای که در طول قرن‌ها ایجاد شده بود نمود، علاوه بر این حوالی ۱۰۰۰ مدرسه ابتدایی و دبیرستان و آموزش عالی که در سال ۱۸۳۰ در الجزایر موجود بود را بست، یکی از نویسندگان فرانسوی یولار فرانسه را مسئول عقب ماندگی الجزایر در قرن بیستم دانسته و می‌گوید:
وارد شدن فرهنگ فرانسوی به مراکز علمی و ادبی در الجزایر باعث گسترش اضطراب و تشویش شدید شد بطوریکه اکثر مربیان و معلمان و استادان بسیار عالم این مراکز را بالاجبار ترک کردند. لازم است ذکر شود که تعداد دانش‌آموزان و دانشجویان در سال ۱۸۳۰ در الجزایر بالغ بر۱۵۰ هزار یا بیشتر بود، همه مدارس قدیمی از این تسلط و کنترل فرانسوی‌ها در امان نماند بجز تعداد کمی مدارس کوچک و همین باعث شده که چندین نسل در الجزایر از تعلیم و آموزش محروم کردند.
دوایر استعماری فرانسه در بین نسل‌های مختلف این‌طور رواج دادند و شایع کردند که الجزایر در قرن‌های گذشته در درجه پایین‌ترین سطح از نادانی و روحیه وحشی‌گری بوده‌است، در صورتیکه اگر در این کشور هیچ آموزش و پرورش منظمی نبود یا دارای حیات علمی بالایی نداشت پس نبایستی در بین آن‌ها دانشمند یا نویسنده و ادیب یا شاعری وجود می‌داشت.
با این بیان یعنی اینکه ملت الجزایر متشکل از مردمی امی و بیسواد است که نه می‌توانند بخوانند و نه می‌توانند بنویسند، و گفتند و رواج دادند که زبان عربی الان سالیان متمادی است که مرده‌است و با لغات مرده دیگر دفن شده‌است، این هم چیزی نبود جز توجیه برای سیاست‌های آموزشی استعماری‌شان و کمک به هدف‌های استبدادی آنها، و اینطور در بین مردم وانمود می‌کردند که واجب و ضروری است که کشورهای پیشرفته مردم مسکین الجزایر را از آفت جهل نجات بدهند و مردم الجزایر و الجزایر بسیار عقب مانده‌تر از اینکه در ردیف کشورهای متمدن قرار بگیرد و این را هم به اسم حق و انسانیت می‌خواندند که گویا دارند کاری درحق الجزایر برای پیشرفت این کشور می‌کنند.
اما حقیقت تاریخ با این استدلال موافق نیست و تمام این اباطیل را باطل می‌داند، اساساً در قرون گذاشته سطح بیسوادی و جهل در این سطحی که استعمار می‌گفت نبوده‌است، در طول این قرون مسیر و حرکت آموزشی در الجزایر دچار وقفه و توقف نشده‌است و هیچ مدرسه‌ای در طی این مدت از بین نرفت و نابود نشد، و از توجه و اهتمام به زبان عربی و علوم آن و آداب و فرهنگ آن کاسته نشد، در همه دوران اسلامی و منجمله در قرن ۱۹ هیچ مسجدی و … نبود که در آن جمعی از استادان و همین‌طور دانش‌آموزان خالی باشد، حتی آموزش عالی نیز مورد توجه الجزایری‌ها بود، در زمان حکومت عثمانی‌ها در الجزایر یک نظام و مدیریت خاصی که در پایتخت الجزایر یک شورایی از مفتی‌های آیین مالکی و حنفی و همین‌طور قضات این دو آیین مأموریت نظارت بر آموزش عالی را بر عهده داشتند.
کما اینکه در سال‌های اول اشغالگری فرانسه در الجزایر آموزش در مساجد و مدارس و تکیه‌گاه‌ها به صورت پیشرفته ادامه داشت، در همین زمان در مسجد بزرگ پایتخت تعداد ۱۹ استاد وجود داشت منجمله شیخ مفتی مالکی محمد بن الشاهد که در سال ۱۷۹۲ وفات کرد و همین‌طور پیشنماز و امام مسجد بزرگ پایتخت شیخ محمد بن الکاهیه و شیخ مصطفی بن الکبابطی بودند؛ و اگر نگاهی به مرکز ناحیه شرق در قسنطینه بکنیم علمایی و دانشمندان گرانقدری یافت می‌شود که اقدام به برگزاری کلاس‌های مختلف در زمینه‌های مختلفی از علوم عربی می‌کردند منجمله شیخ محمد بن علی الطلحی که در مسجد سیدی مسلم الحراری تدریس می‌کرد و شیخ عامر بن شریط و عمار العربی که در مسجد القصبه تدریس می‌کرد و شیخ محمد المبارک سخنران مسجد جامع و مفتی آیین مالکی بود.
اما در سمت غرب تلمسان که به‌طور تاریخی و موروثی علم را از اجداد کسب می‌کردند به‌طور خاص در طائفه‌ها و خانواده‌های مشهوری مانند خانواده شعیب و المجاوی و … تا زمانیکه این موضوع با افول مواجه شد و در این زمان دانشمندان به هران و مازونه و دیگر مناطق هجرت کردند.
و این چنین بود که دانشمندان الجزایری در سال‌های اخیر یعنی اواخر حکومت عثمانی‌ها و اوائل حکومت و سلطه فرانسوی‌ها مشغول انجام وظیفه خود در قبال زبان عربی و مردم خودشان بودند، این‌ها هم به علوم در مساجد پایتخت و همین‌طور در مدارسی که توسط عاشقان علم و یاران آن‌ها از اشخاص دارای نیکویی و احسان و بخشش ساخته شده بود در حال خدمت به علم و علوم بودند.
در پایتخت الجزایر تعداد مدارس کم نبودند مانند مدرسه سیدی ایوب در نزدیکی مسجد جدید و مدرسه حسن پاشا در کنار مسجد کاتشاوه. در دیگر نقاط هم مدارسی بودند که شهرت بسیاری در قرن گذشته داشتند مانند مدرسه الکتانیه و سیدی الاخضر در قسنطینه و نظیر و مشابه آن‌ها در ناحیه و هرانیه مانند مدرسه مازونه که از زمان تأسیسش در قرن یازدهم هجری دارای شهرت بالایی بود، باید یادآورشد که علم فقط منحصر به پایتخت نبود بلکه روستاها نیز در این زندگی فرهنگی نقش بالایی داشتند و در تمامی نقاط الجزایر از شرق تا غرب و از جنوب تا شمال و در دشت‌ها و کوه‌ها، این زندگی علمی وجود داشت بطوریکه مجال حساب و سرشماری آن نیست.
علما در مغرب عربی و تونس قدر و شان و جایگاه بسیار بالایی برای دانشنامه‌ها و همین‌طور مدارک دانشجویان الجزایری قائل بودند و به جایگاه بالای موسسات علمی در الجزایر معترف بودند، و اگر دانشجو می‌گفت که من از مدرسه مازونیه و شلاظه یا الهامل و ابن ابی داود و دیگر موسسات در الجزایر فارغ‌التحصیل شده‌ام اجازه می‌یافت تا مدارس عالی مانند دانشگاه القروبین در فاس یا دانشگاه الزیتونه در تونس برای کسب تخصص آموزش بگیرد.
این مختصری بود از وضعیت آموزش در الجزایر قبل از اشغالگری فرانسه و حتی به این موضوع دشمنان نیز اذعان داشتند، بطوریکه در یک مقاله و بررسی و گزارش صادر شده از طرف استخبارات ارتش و در راس آن‌ها اسماعیل اوربان که گفته بود: اگر آمار الجزایری‌هایی در بین سال‌های ۱۸۳۶ میلادی تا ۱۹۳۷ میلادی که در ارتش فرانسه می‌توانستند بخوانند و بنویسند را در نظر بگیریم، تعداد بیسوادان وامی‌های فرانسوی در این ارتش بالغ بر ۴۵ درصد بود در صورتیکه در همین زمانبندی تعداد بیسوادان وامی‌ها در نزد الجزایری‌های ارتش فرانسه پایین‌تر از این درصد بود. با همه این‌ها الجزایر از هویت عربی و اسلامی خود علی الاقل به‌طور مردمی از طریق به ارث بردن فرهنگی که در اعماق تاریخ ریشه داشت محافظت کرد.

### آموزش در دوره اشغالگری فرانسه در الجزایر
یکی از نتایج مستقیم اشغالگری فرانسه پایین کشیدن سطح دخل و معیشت اکثریت مردم الجزایر بود، بطوریکه بسیاری از آنان از خدمات عمومی مانند بهداشت و آموزش محروم گردیدند در صورتی که برای اروپایی‌ها در الجزایر همه این امکانات فراهم و مهیا بود. در واقع تمام اهتمام و توجه اداره استعمارگری این بود که دست مردم بومی منطقه و کشور را از خدمات کوتاه کند، حتی اگر منجر به کوتاهی در آموزش ملی الجزایرها گردد
با اینکه ناپلئون سوم اقدام به ایجاد تسهیلات در آموزش اهالی نمود اما اداره استعماری در الجزایری در این مورد اهمال و کوتاهی بخرج داد به‌طور خاص بعد از انقلاب المقرانی باعث گردید که یک موج مخالفت در میان ساکنان بومی در الجزایر نسبت به شیوه آموزش ایجاد گردد، حتی بودجه تخصیص یافته برای آموزش در سال ۱۸۹۷ بیشتر از ۳۳هزار فرانک نبود و بعد از گذشت دوازده سال میزان این بودجه به ۴۹ هزار فرانک رسید و افزایش چشمگیری نداشت، قابل ذکر است که علت دگرگونی و پس رفت در آموزش الجزایری فقط به عدم اعتماد یا کاهش اعتماد مردم برنمی‌گشت بلکه به مقاومت و مخالفت ساکنان غیر بومی و اعضای شوراهای محلی آنان در رابطه با ایده آموزش اهالی نیز برمی‌گشته‌است. مهم این است که یادآوری کنیم که این ظاهر و نشانه کوچکی بدون دلیل نبود بلکه این نشانه وارد شدن ساکنان اروپایی به الجزایر و مستقر کردن آنان و در نتیجه مسلط شدن آنان برآداب و سنن در الجزایر نیز بود، مثلا در ناحیه ذراع بن خدة در سال ۱۹۱۲ فقط ۲۹۹ فرانسوی همراه با ۷۹۵۸ الجزایری زندگی می‌کردند ولی با وجود این تفاوت عددی فرزندان ساکنان فرانسوی دارای مدرسه مختص خودشان بودند ولی برای اهالی بومی حتی یک مدرسه ابتدایی هم برای تعلیم فرزندانشان وجود نداشت، اگر زمانی مردم درخواست می‌کردند که برایشان مدرسه باز شود مجلس محلی که غالباً فرانسوی بود اعتراض می‌کرد و اعلام مخالفت با آموزش الجزایرها می‌نمود و کار را متوقف می‌کرد.
علیرغم این حاکمان فرانسوی در الجزایر برای تعداد کمی از مردم الجزایر یک سری مدارس را بنا و ایجاد نمودند و لیکن هدفشان در ورای این برنامه شان این نبود که فرهنگ حقیقی یعنی اوضاع و احوال کشور الجزایر و زبان و تاریخ الجزایر را به الجزایرها بیاموزند، بلکه هدفشان آماده کردن یک سری کارمند ساده برای کار در اداره‌های محلی و همین‌طور آماده کردن یک سری معلم و… بود.
می‌توان به آن چیزی که در قبل هم ذکر کردیم انهدام سیستم آموزش الجزایری برمی‌گشت به دشمنان مکاتب عربی برای تعلیم اهالی، برای اینکه در نظر بسیاری از افسران این مدارس فقط سیستمی بود برای برانگیختن تعصب قومی و از همین بابت به حاکمان استعماری توصیه می‌کردند که در کار آموزش اهالی اهمال و کندی و سهل‌انگاری بخرج داده و مدارس خاص آن‌ها را در تمام طول سال ۱۸۶۰ ببندند، دشمنان دستگاه استعماری (اروپایی‌ها مستقر شده در الجزایر) در این زمینه (مانع ایجاد شدن فرصت‌های آموزشی برای اهالی بومی) کوتاهی نکردند بلکه موفق شدند در سال ۱۸۸۰ آموزش عربی را نیز در مدارس کمی که از قبل مانده بود را ممنوع کنند به این بهانه که این زبان فرق زیادی بین آن چیزی که می‌گوید و آن چیزی که می‌نویسد دارد، حتی یکی از الجزایری‌های فرانسوی شده گفت: همانا تعلیم و آموزش زبان عربی سخت‌تر از آموزش زبان فرانسوی حتی در رابطه با الجزایرها بود.
این چنین اروپاییان ساکن شده در الجزایر بر اداره استعماری در سال ۱۸۹۱ فشار می‌آوردند که سلطه خود را بر باقی‌مانده مدرسه‌های ملی قدیمی که در بعضی از اماکن در الجزایر وجود داشت گسترش داده یا اینکه حداقل آن‌ها را تسلیم و به زیر سیطره اداره استعماری به بهانه مراقبت و نظارت هیئت‌های درسی در بیاورد. در واقع اروپایی‌ها ایمان داشتند که الجزایری تحصیل کرده، درخواست می‌کند که در زندگی بایستی مشابه اروپایی‌ها در الجزایر باشد، برای همین اروپایی‌های ساکن الجزایر از همه قشرها از اداره استعماری می‌خواستند که هیچ مدرسه ای برای اهالی بنا و افتتاح نکند تا باعث ایجاد مشکلات برای اروپایی‌های ساکن الجزایر نشود.